# 雅亞·阿旺
丹斯里拿督雅亞·阿旺醫生（1950年9月7日—）為馬來西亞一位胸腔外科醫師。雅亞·阿旺出身醫師家庭，同為醫師出身的父親為曾任檳城第5任元首的阿旺·哈山，母親海迪徹·阿布都拉曼則為曾任第2任副首相依斯邁·阿都拉曼之姊。

## 身平
1970年代，自澳大利亞學成歸國的雅亞·阿旺在一家公立醫院擔任醫師。在一次受採訪時，他形容1970年代馬來西亞的醫院經常無法滿足民眾的需求，此問題令他意識到培養更多醫師的急迫性。
雅亞·阿旺於1992年協助成立了國家心臟中心，並於1998年完成了馬來西亞首例心臟移植。雅亞·阿旺曾分別於1989年和2007年為马哈迪·莫哈末進行過兩次冠狀動脈旁路移植手術。

## 殊榮

### 馬來西亞殊榮
- 马来西亚 :
  -  皇室英明將領榮譽勳章（P.S.M.）（2003年）[2]

### 獎項
- 马来西亚 : 
  - 默迪卡獎（2013年）[3]